# Гендуаншань
Гендуаншань, також Сичуанські Альпи або Сино-Тибетські гори (кит. трад. 橫斷山脈, спр. 横断山脉, піньїнь: Héngduàn Shānmài, буквально «поперечно розламані гори», англ. Hengduan Mountains) — це група гірських хребтів у південно-західному Китаї та на півночі М'янми, що з'єднують південно-східні частини Тибетського нагір'я з платом Юньнань-Гуйчжоу.

## Географія

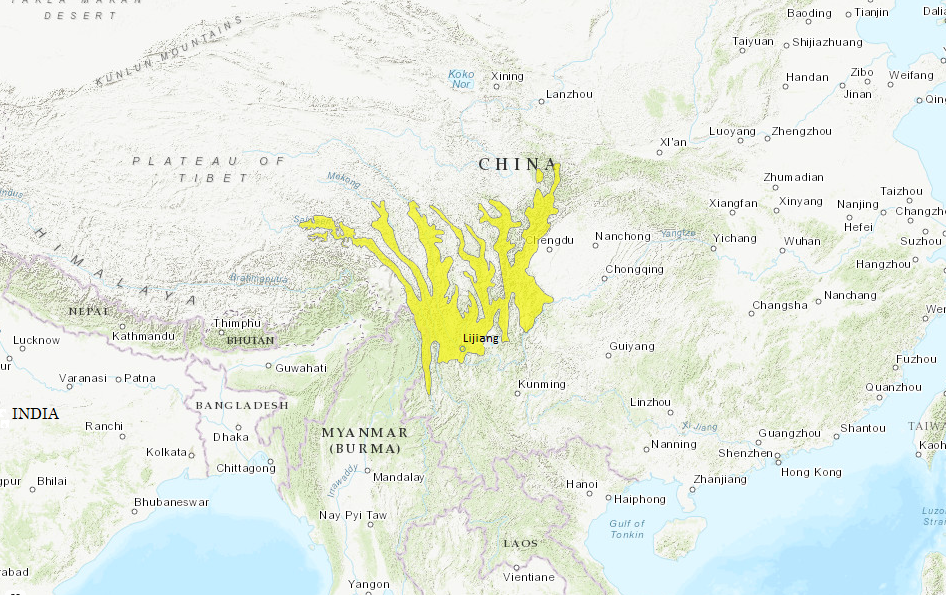
Хвойні ліси у горах Гендуан

Гори Гендуаншань — головним чином великі гірські хребти, які простяглись з півночі на південь, і відокремлюють низовини в північній частині М'янми від низовин Сичуанського басейну. Ці хребти характеризуються значним вертикальним рельєфом, що утворився від зіткнення Індійського субконтиненту з Євразійською плитою, який порізаний ущелинами річищ великих річок (глибина ущелин сягає 3000 м), що стікають зі східної частини Тибетського плато. Ці річки, Янцзи, Меконг і Салуїн, визнані як об'єкт Всесвітньої спадщини ЮНЕСКО «Три паралельні річки».
Гори Гендуаншань охоплюють велику західну частину сучасної провінції Сичуань, а також північно-західну частину провінції Юньнань, найсхідніші частини Тибетського автономного району, і досягають південної частини провінції Цинхай. Крім того, деякі східні райони штату Качин у сусідній М'янмі вважаються частиною групи Гендуаншань. Гори Гендуаншань приблизно простяглися з півночі на південь на 900 кілометрів, від 33° до 25° пн. ш. Залежно від обсягу визначення, гори Гендуаншань також приблизно простяглися з заходу на схід на 400 кілометрів — від 98° до 102° сх. д. Територія, що охоплює ці хребти, приблизно відповідає історичній області, яка відома як Кам.
У горах поширені гірські субальпійські хвойні ліси, які є палеарктичним екорегіоном у біомі з помірними хвойними лісами, що охоплюють частину гір.